# ミシェリーヌ・ベルトラン
ミシェリーヌ・ベルトラン（Marcheline Bertrand, 本名: Marcia Lynne Bertrand, 1950年5月9日 - 2007年1月27日 ）は、アメリカ合衆国の女優、声優。

## 略歴
フランス系カナダ人とイロコイ族の血を引く。
1971年に結婚した俳優ジョン・ヴォイトとの間に2子（ジェームズ・ヘイヴン、アンジェリーナ・ジョリー）を生み、ともに俳優となった。
2007年に卵巣腫瘍により死去。